# Eduard Joseph Koch
Eduard Joseph Koch (* im 19. Jahrhundert; † im 19. Jahrhundert) war ein österreichischer Mediziner, der Mitte des 19. Jahrhunderts in Wien wirkte.

## Leben
Eduard Joseph Koch studierte in Wien Arzneiwissenschaft, wurde promoviert und wirkte in der Folge als praktischer Arzt in Wien.
Er war Mitglied der Société médico-chirurgicale de Bruges, der Naturforschenden Gesellschaft zu Halle, der Physikalisch-Medizinischen Sozietät Erlangen, der Philosophisch-Medizinischen Gesellschaft zu Würzburg, der Schlesischen Gesellschaft für vaterländische Kultur und der Medizinisch-chirurgischen Gesellschaft des Kantons Zürich.
Am 15. Oktober 1844 wurde Eduard Joseph Koch mit dem akademischen Beinamen Fr. Hoffmann unter der Matrikel-Nr. 1545 als Mitglied in die Kaiserliche Leopoldino-Carolinische Akademie der Naturforscher aufgenommen.

## Schriften
- Abhandlung über Mineralquellen in allgemein wissenschaftlicher Beziehung und Beschreibung aller in der österreichischen Monarchie bekannten Bäder und Gesundbrunnen, in topographischer, historischer, physikalisch-chemischer und medicinischer Beziehung. Ein Handbuch zum Gebrauch für Ärzte und Badegäste. Pichler, Wien 1843 (Digitalisat)
- Die Mineral-Quellen Deutschlands und der Schweiz, nebst einem Anhange über die deutschen Nord und Ostseebäder, naturhistorisch und ärztlich dargestellt. Braumüller & Seidel, Wien 1844 (Digitalisat)
- Die Mineralquellen des gesammten österreichischen Kaiserstaates in topographischer, historischer, physikalisch-chemischer und therapeutischer Beziehung. Gerold, Wien 1845 (Digitalisat)
- Die Skrophelkrankheit in allen ihren Gestalten, nach den neuesten Erfahrungen und Entdeckungen für Aerzte und Nichtärzte. Gerold, Wien 1845 (Digitalisat)